# 필리프 팔라르도
필리프 팔라르도(Philippe Falardeau, 1968년 ~)는 캐나다의 영화 감독이자 시나리오 작가이다.